# بيت مراد المدالم (وشحة)

تعديل مصدري - تعديل

بيت مراد المدالم هي إحدى قرى عزلة ضاعن بمديرية وشحة التابعة لمحافظة حجة، بلغ تعداد سكانها 103 نسمة حسب تعداد اليمن لعام 2004.